# Симеон Иванов (революционер)
Симеон Иванов е български революционер, деец на Вътрешната македоно-одринска революционна организация.

## Биография
Симеон Иванов е роден през 1885 година в град Кюстендил, тогава в Княжество България. Присъединява се към ВМОРО и последователно е четник на Петър Ангелов и на Панчо Константинов, както и на Михаил Чаков. С неговата чета участва в сражението на Ножот, където загива на 3 (16/17) юли 1907 година.